# Per Ivar Moe
Per Ivar Moe (* 11. listopadu 1944 Lillehammer) je bývalý norský rychlobruslař.
Na mistrovství Evropy debutoval v roce 1963, kdy vybojoval bronzovou medaili, téhož roku se také zúčastnil svého prvního světového šampionátu, kde skončil těsně pod stupni vítězů, čtvrtý. V roce 1964 obhájil bronz na kontinentálním mistrovství a na světovém šampionátu byl pátý. Kromě toho startoval na Zimních olympijských hrách, kde si v závodě na 5000 m dobruslil pro stříbro, na dvojnásobné trati byl třináctý. Další cenné kovy získal v roce 1965, na Mistrovství Evropy byl druhý a Mistrovství světa vyhrál. Po sezóně 1965/1966, v níž nedosáhl žádného výraznějšího úspěchu, ukončil sportovní kariéru.
V roce 1965 obdržel cenu Oscara Mathisena.